# Banteay Prei Nokor
Banteay Prei Nokor si trova circa 35 km ad est della moderna Kampong Cham, in Cambogia. È il sito dell'antica città khmer di Vyadhapura (secondo Vickery) o Indrapura (secondo Jacques).

## Descrizione del sito
Il sito venne identificato già nel 1900 da Etienne Aymonier. Nel 1936 le fotografie aeree di Victor Goloubew misero chiaramente in evidenza l'enorme fossato quadrato di quasi 2,5 km di lato che lo circonda e cinque baray esterni. I resti monumentali attualmente visibili sono esigui: le torri preangkoriane in mattoni a camera singola del Prasat Preah Theat Toch e del Prasat Preah Theat Thom (dietro al quale vi è un moderno tempio buddista).

## Storia
Si ritiene che Banteay Prei Nokor fosse un importante centro preangkoriano. Nei pressi sono state ritrovate iscrizioni della seconda metà del VII secolo. Da iscrizioni più tarde gli studiosi hanno dedotto che possa trattarsi di una delle prime capitali di Jayavarman II, o del luogo ove iniziò la sua carriera politica, ma non vi sono stati eseguiti scavi che possano confermare le tesi degli epigrafisti. Da essa si diramavano due strade, una verso nord (rintracciabile per oltre 20 km), l'altra verso il Mekong a nordest.

## Status UNESCO
Il tempio di Wat Nokor (che si trova poco fuori della città di Kampong Cham) è stato proposto, sotto il nome di Banteay Prey Nokor, come Candidato alla lista dei Patrimoni dell'Umanità dell'UNESCO il 1º settembre 1992, nella categoria culturale.